# جمعية المرأة في الاتصالات
جمعية المرأة في الاتصالات بدأت في عام 1909 باسم ثيتا سيغما في وهي جمعية فخرية في جامعة واشنطن وقد تم تأسيسها من قبل سبع طالبات في جامعة واشنطن في سياتل الاتي دخلن برنامج الصحافة الجديد للكلية، وهو الثاني من نوعه في البلاد. بحلول عام 1915، كانت هناك فصول ثيتا سيغما فاي في جامعات إنديانا، ويسكونسن، ميسوري، كانساس، أوكلاهوما، ولاية أوريغون وجامعة ولاية أوهايو. وقد تضاعف ضباط من قسم واشنطن كموظفين وطنيين، وبدأت المنظمة بنشر مجلة ماتريكس، وهي مجلة للصحفيات.
في عام 1918، عقدت ثيتا سيغما فاي أول اتفاقية لها في جامعة كانساس. وبعد عام، أسست النساء في مدينة كانساس سيتي أول فصل من الألومنا (يعرف الآن باسم الفصول المهنية)، تليها النساء في دي موين وانديانابوليس.
جلبت الحرب العالمية الأولى المزيد من النساء إلى وظائف الصحف بسبب ذهاب زملاؤهم الذكور إلى المعركة. أليس روه صاحبه العضوية في ثيتا سيغما كانت مراسله للاخبار في روما. بيسي بيتي من نشرة سان فرانسيسكو وسيغريد شولتز من شيكاغو تريبيون أذاعوا من ألمانيا مع انتهاء الحرب. ولكن مع الركود الاقتصادي في فترة ما بعد الحرب، كان العداء ضد «وجود النساء في وظائف الرجال» مرتفعة. وقد حول العديد من المحررين النساء إلي صفحات المجتمع بدلا من «الأخبار المهمة».
وعلى الرغم من أن المرأة حصلت على حق التصويت في عام 1920، فإن دعم الإصلاحات الأخرى تأخرت. وأشارت روبي بلاك، التي كانت رئيسا وطنيا، ورئيسة تحرير «ماتريكس»، والمدير الأول لمكتب توظيف الأعضاء في عام 1931 إلى أن الصحفيات لا يمكنهن الحصول على عمل في نفس الأجر الذي يحصل عليه الرجال المؤهلون.
تقدمت ثيتا سيغما فاي كشبكة وطنية خلال 1930s. وقد استأجرت الجمعية مديرا مهنيا وأسست مكتبا وطنيا في عام 1934. وافتتحت جائزة هادلينر في عام 1939 لتكريم الأعضاء الذين قدموا مساهمات بارزة في هذا المجال. وأعطت المجموعة العضوية الفخرية لإليانور روزفلت لجهودها الرامية في مساعدة الإناث علي التواصل. وكانت أبرز أعمال السيدة الأولى هي إغلاق مؤتمراتها الإخبارية للصحفيين الذكور. ساهمت السيدة روزفلت بعدة مقالات في الشبكة.
بحلول عام 1940، كان لثيتا سيغما فاي 39 فصل، والحرب العالمية الثانية كانت بمثابة توسيع الفرص للنساء. لكن عدم المساواة ما زال قائما، وتعتبر النساء عاملات مؤقتات أو أقل جهدا. وفي مؤتمر ثيتا سيغما في عام 1946، طلب المندوبون من جميع الفصول إلغاء أي قيود على الجنس من لوائحهم الداخلية.
وبحلول عام 1950، كانت المجموعة قد نمت إلى 47 فصلا في الحرم الجامعي و 29 مجموعة ألومنا كما بدأ المزيد من النساء في العمل.
في عام 1964، أنشأت ثيتا سيغما فاي مقرها في أوستن، تكساس. تقاعد جو كالدويل ماير بعد أن شغل منصب سكرتير تنفيذي لمدة 24 عاما تاركا إرثا من القيادة والاهتمام الشخصي لاحتياجات الأعضاء.
في عام 1972، تم تغيير اسم ثيتا سيغما فاي إلى المرأة في الاتصالات، وشركة (ويسي). في تلك السنة، صوتت المنظمة أيضا لقبول عضوية الرجال.
في عام 1973، أنشأت المرأة في الاتصالات برنامج جوائز (سميت في وقت لاحق جوائز كلاريون) للاعتراف بالتميز في الاتصالات. انضمت النشرة الإخبارية الوطنية الجديدة إلى الشبكة في تسجيل أخبار المجموعة. انضمت الرابطة إلى الائتلاف الوطني لإصلاح حقوق الإنسان لمحاربة المعارضة المتزايدة لتعديل الحقوق المتساوية.
وفي عام 1979، اتحدت الرابطة مع 11 منظمة اتصالات لإنشاء مؤتمر التعديل الأول، الذي يعمل على الحفاظ على حقوق التعديل الأول.
ودافع الاتحاد على نحو متزايد عن حريات الكلام والصحافة. واحتج الزعماء على تعتيم الأخبار خلال غزو غرينادا، وتحدثوا إلى الكونغرس ضد التغييرات المقترحة لقانون حرية الإعلام. ونظمت أكثر من 100 فصل حملات لكتابة الرسائل بالكونغرس. انضمت ويسي إلى اللجنة الوطنية المعنية بالمساواة في الأجور ومنحت السيدة ماري روز أوكار من أوهايو عضوية شرفية بسبب قيادتها في هذه القضية.
في أوائل عام 1988، انتقل مجلس إدارة ويسي مقر المجموعة إلى أرلينغتون، خارج واشنطن العاصمة، ليكون أقرب إلى مقر الحكومة.
وبلغت العضوية ذروتها في منتصف الثمانينات بنحو 13,000 عضو، وبحلول عام 1995 كان لدى المنظمة حوالي 8000 عضو.
أقام قادة مبادرة ويسي جائزة النجم الصاعد في عام 1990 لالطلاب المتميزين من الأعضاء. كانت لورا جلاد، من جامعة ولاية كاليفورنيا في فولرتون أول المتلقين. وأعرب مندوبو المبادرة عن تأييدهم لقانون الحقوق المدنية، الذي وقع عليه الرئيس بوش في عام 1991، وقانون الإجازة العائلية والإجازات الطبية، الذي وقع عليه الرئيس كلينتون في عام 1993. وشهدت نهاية العام شراكة جديدة بين ويسي وكابيتال سيتيز بشأن حملة «وقف التحرش الجنسي».
في عام 1996 تم حل ويسي، وتم تغيير اسم المنظمة إلى جمعية المرأة في الاتصالات. وفي ذلك الوقت، سلمت إدارة المنظمة إلى شركة إدارية، واستقرت الأموال في إطار المجلس الجديد والمنظمة. الشركة الحالية هي منظمة أسنت في الإسكندرية، فيرجينيا. تأسست مؤسسة أوك ماتريكس غير الربحية في عام 1998 باعتبارها المنظمة التعليمية التابعة لها.
وتتمثل مهمة مؤسسة أوك ماتريكس، التي أنشئت في عام 1997، في تعزيز النهوض بالمرأة في مهنة الاتصالات بتوفير الأموال للتعليم والبحث والمنشورات. وهي تنفذ أهدافها التعليمية والخيرية بالتعاون مع منظمة المرأة في الاتصالات.
ثلاث مبادرات لمؤسسة ماتريكس هي:
يعترف برنامج الشهادات المهنية بالتميز في جميع مجالات الاتصالات؛ ويوفر فرصة لإثبات مهارات الاتصال والإدارة وتعزيز فرص العمل / قدرات العميل.
إديث ورتمان وهي أول جائزة لتكريم الاتصالات المهنية لجهودهم المتعلقة بقضايا التعديل الأول.
صندوق منحة باربرا إريكسون يعطي طلاب الجامعات فرصة للقاء والاختلاط مع المهنين المحترفين من خلال تمويل الحضور في المؤتمر المهني الوطني أوك.

## جوائز
1. جائزة كلاريون
2. جائزة المصفوفة الدولية (منذ 1970)
3. جائزة هادلينر (منذ عام 1939)

## الأعضاء البارزين
1. إليانور روزفلت (عضو فخري، 1934
2. مارغريت لارسون (جائزة متلقي جائزة عام 2004)
3. ريتا كوسبي (متلقي جائزة المتصدر لعام 2002)
4. غيل شيهي (متلق جائزة جائزة 2000)
5. باربرا شير (متلقي جائزة المتصدر لعام 1998)
6. جانين بيرو) جائزة هادلينر لعام 1994
7. هيلاري أبراهامسن (1987 متلقي جائزة هادلينر)
8. جيني لوري (1987 متلقي جائزة المتصدر)
9. ماري أليس ويليامز (جائزة هادلينر لعام 1986)